# Liane Kotulla
Liane Kotulla (* 27. Mai 1939 in Reichenberg, Reichsgau Sudetenland; † 23. Juni 2019) war eine deutsche Gebrauchsgrafikerin und Illustratorin.

## Leben und Werk
Liane Kotulla studierte von 1958 bis 1963 in der Fachrichtung Buchgestaltung an der Hochschule für Grafik und Buchkunst Leipzig. Für das Diplom entwarf sie u. a. Verpackungen für Produkte von Betrieben der Lebensmittelindustrie.
Nach dem Studium war sie bis 1967 wissenschaftlich-künstlerische Mitarbeiterin an der Hochschule für industrielle Formgestaltung Halle, Burg Giebichenstein. Danach arbeitete sie in Halle (Saale) freischaffend als Gebrauchsgrafikerin und Illustratorin.
Als Auftragsarbeiten schuf sie u. a. Signets und Warenzeichen wie 1974 für die Bezirksfilmdirektion Halle/Saale und mit Elisabeth Graul (* 1939), Hannelore Heise und Gerhard Voigt Piktogramm-Systeme für die Stadt Halle.
Sie zeichnete auch für die Kinderzeitschrift Bummi, illustrierte populärwissenschaftliche und Kinderbücher und für den Verlag Enzyklopädie Leipzig mehrere Bildwörterbüchern. Für den Planet-Verlag Berlin entwarf sie für den Massenbedarf u. a. Bildpostkarten, Glückwunsch- und Trauerkarten, Geschenkanhänger und Adventskalender.
Daneben betätigte sie sich auch als freie Grafikerin, vor allem als Radiererin, wobei sie „tierische“ Motive bevorzugte, aber auch Landschaften darstellte.
Nach der deutschen Wiedervereinigung illustrierte sie insbesondere eine bedeutende Anzahl von Kinderbüchern.
Liane Kotulla war bis 1990 Mitglied des Verbands Bildender Künstler der DDR und danach u. a. des Hallischen Kunstvereins e. V.

## Rezeption
„Die Arbeiten der Hallenserin sind von so beeindruckender Filigranität, dass so mancher, der die Bilder anschaut, nur den Kopf schütteln kann, ob des Detailreichtums und der feinen Genauigkeit der Darstellung.“
Undine Freyberg

## Werke (Auswahl)

### Druckgrafiken
- Mittelgebirgslandschaft (1986, Radierung, 10 × 15 cm)
- Optimistische Invasion (1995, Radierung, 16,7 × 24,5 cm)
- Tiere der Welt (1995, Kaltnadelradierung)
- Neugier (1996, Radierung, 24,5 × 16,8 cm)
- Papageientaucher (2010, Radierung, 13,8 × 12,4 cm)

### Plakatentwurf
- Lebensraum Trafohaus (2001; Auftrag des Umweltamts Halle/Saale)[4]

### Buchillustrationen
- Maria Hallebach und Jochen Kurth: Kochbuch für Pilzsammler. Verlag für die Frau, Leipzig, 1989
- Karl Wienke: Mein Wassergarten. Neumann-Verlag, Radebeul, 1990
- Domokos Varga: Budapest. Corvina Verlag, Budapest, 1990. ISBN 9631329542 / ISBN 9789631329544
- Die Landschildkröte Kunigunde. Mit dem Sandmann im Zoo. Junge Welt Buchverlag, Berlin, 1998. ISBN 3730211781 / ISBN 9783730211786
- Karl-Heinz Appelmann: ABC – das lustige Alphabet nach Buchstaben malen. Buchverlag Junge Welt, Berlin, 1998
- Gisela Fischer: Die Winterwohnung. Egmont Pestalozzi Verlag, Erlangen, 1999. ISBN 3614578518 / ISBN 9783614578516
- Mein Wackelbildmalbuch. Auf dem Bauernhof. Buchverlag Junge Welt, Berlin, 2000. ISBN 373021456X / ISBN 9783730214565
- Löwe, Nilpferd, Krokodil. Buchverlag Junge Welt, Berlin, 2002
- Im Kindergarten ist was los. Buchverlag Junge Welt, Berlin, 2003
- Der Regenbogentag. Buchverlag Junge Welt, Berlin, 2003
- Malbuch Bauernhof. Buchverlag Junge Welt, Berlin, 2005
- Edith Steinmann- an Haack und Hans-Jürgen Steinmann: Die Geschenke der klugen Fee. Sechs Märchen und noch eins dazu. Projekte-Verlag, Halle/Saale, 2007

- Die Reise. Projekte-Verlag, Halle/Saale, 2007

## Ausstellungen

### Einzelausstellungen
- 2005: Halle/Saale, Foyer-Galerie des Opernhauses Halle
- 2008: Leipzig, Haus des Buches („Tierisches“)
- 2018: Merseburg, Kunsthaus Tiefer Keller („Heiter bis besinnlich“)

### Ausstellungsbeteiligungen
- 1967/1968, 1977/1978 und 1982/1983: Dresden, VI. Deutsche Kunstausstellung, VIII. und IX. Kunstausstellung der DDR
- 1974 und 1979: Halle/Saale, Bezirkskunstausstellungen
- 1985: Berlin, Berliner Stadtbibliothek („Marken und Zeichen aus der DDR“)
- 2018: Halle („Künstler des Halleschen Kunstvereins e.V.“)